# Richard Wagnerstraat
De Richard Wagnerstraat is een straat in de Apollobuurt in Amsterdam-Zuid.

## Straat
De straat is circa 400 meter lang en ligt tussen de Schubertstraat (west) en Diepenbrockstraat (oost) in een buurt waar straten en pleinen vernoemd zijn naar componisten. De Richard Wagnerstraat kreeg 23 december 1927 haar naam, maar de meeste bebouwing volgde pas in de jaren dertig. De straat loopt (noordelijker) parallel aan het Zuider Amstelkanaal.
De straat geeft de indruk dat ze met name aan de zuidkant is volgebouwd met werk van gerenommeerde architecten. Echter die zuidelijke wand wordt voornamelijk gevormd door villa’s aan de Bernard Zweerskade met werk van Jo van der Mey en Arend Jan Westerman. Aan de zuidkant van de straat kent de Richard Wagnerstraat slechts één gebouw (1-3), een dubbele stadsvilla ontworpen door Gerrit Versteeg uit 1929. De noordkant begint met op de nummer 2 en 4 met werk van Harry Elte (hoek Händelstraat), die ook 10 en 12 ontwierp. Verder is er werk van Theodorus Johannes Lammers (6 en 8), Commer de Geus (20-26) en A.J. Kramer rondom een plantsoen (28-30, en 34-42). Geen van de gebouwen is gemeentelijk of rijksmonument. Dat monumentschap geldt wel voor het kerkgebouw Richard Wagnerstraat 32-34, een gemeentelijk monument (nr. 200924). 
Overigens staat aan de straat wel een ander monument in de betekenis van gedenkteken. Hildo Krop maakte het Monument Henri Viotta, dat in 1948 geplaatst werd ter ere van Henri Viotta.
Op Richard Wagnerstraat 8 was enkele jaren kunstgalerie Art & Project gevestigd.  

## Afbeeldingen

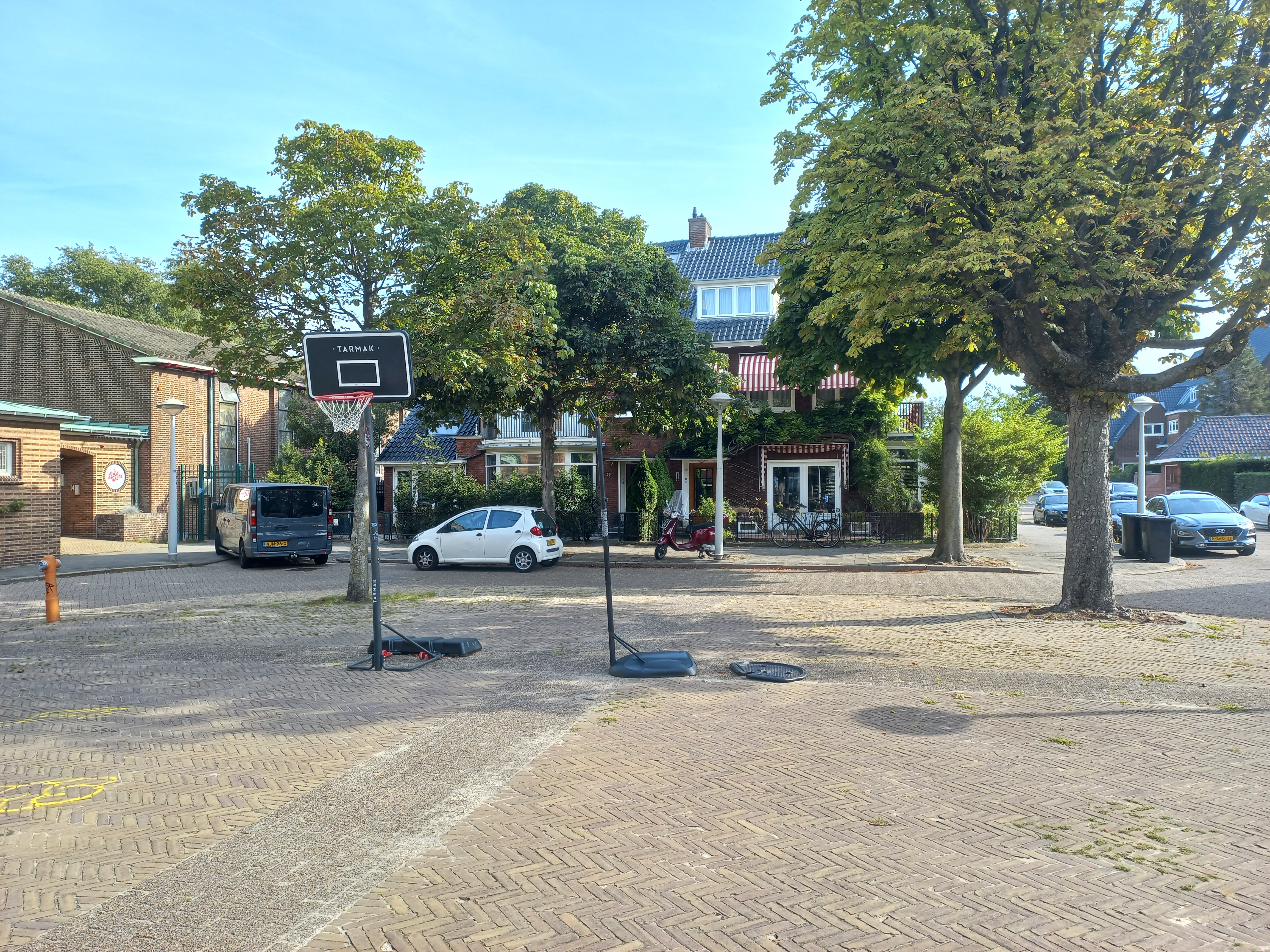
Plantsoen voor de kerk (september 2022)

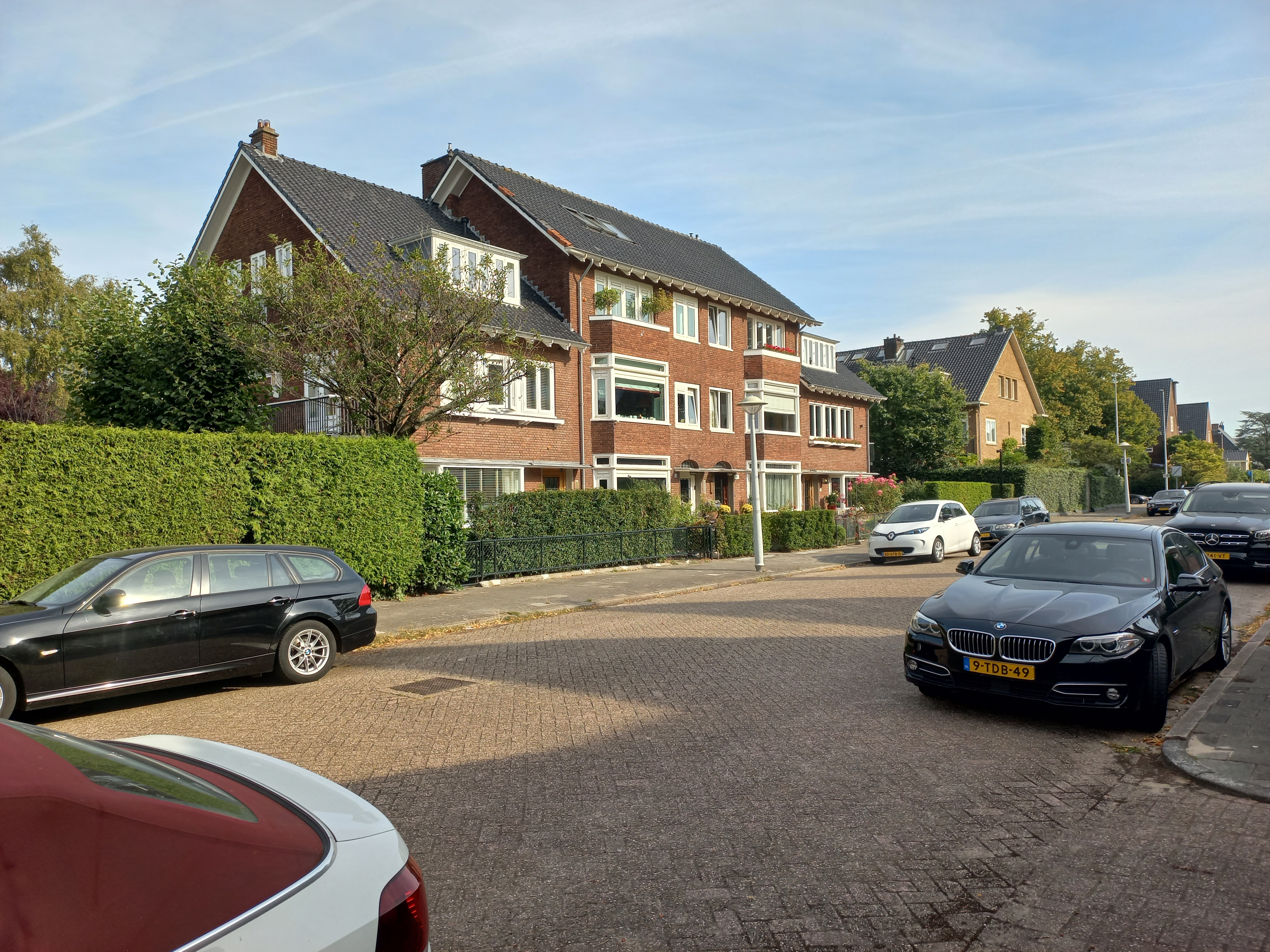
Richard Wagnerstraat 20-26 (september 2022)